# 川骨
川骨（せんこつ）とは、スイレン科に属するコウホネと言う植物から得られる生薬である。漢方処方に配合されることがある。

## 解説
コウホネの根茎を縦に割って乾燥させたものが川骨である

。
川骨には、川骨にはヌファリジンなどが含まれており

、鎮痛作用、消炎作用、駆瘀血作用があるとされる

。
漢方処方の1つ治打撲一方に配合されていることで知られる。

## 日本での扱い
川骨は、第15改正日本薬局方に収載されている生薬の1つである

。

## 関連人物
- 鵜飼貞二